# Ferrovia Crotone-Timpa Grande
La ferrovia Crotone-Timpa Grande, detta anche Ferrovia della Val di Neto, era una linea ferroviaria industriale a trazione elettrica a scartamento ridotto della Calabria oggi non più esistente.

## Storia
La linea ferroviaria venne progettata e costruita negli anni seguenti la prima guerra mondiale quando venne approntato il piano di costruzione dei grandi invasi idroelettrici della Sila del Lago Ampollino e del Lago Arvo; serviva infatti primariamente al trasporto dei materiali necessari alla costruzione delle dighe e delle centrali elettriche dal Porto di Crotone alle aree montane interessate e, viceversa, per il trasporto del legname silano al porto. La richiesta di concessione fu fatta al governo dalla società Ansaldo & C. il 4 dicembre 1918. Il Regio Decreto n. 2141 del 18 dicembre 1924 autorizzò la richiedente a costruirla e ad assumerne l'esercizio in quanto opera di pubblica utilità. I binari da Campodenaro, nella frazione Altilia di Santa Severina, furono posati fino ai moli del porto stesso per un agevole trasbordo delle merci.
All'Ansaldo dopo la costruzione subentrarono, la società anonima S.A.B.I.A.M. e successivamente la Società Ferroviaria Val di Neto, con sede in Crotone che ne ebbe l'uso per scopi industriali. Il 31 luglio 1927 venne effettuato un treno speciale, per l'inaugurazione degli impianti idroelettrici di Timpa Grande, con carrozza salone allestita per trasportare il re Vittorio Emanuele III e le autorità al seguito. Oltre a ciò, la ferrovia Val di Neto effettuava anche tradotte dal porto alle industrie chimiche crotonesi e viceversa, trasportando sia materie prime che materiale finito. Sopravvissuta alla seconda guerra mondiale rimase in esercizio fino al 1948 nel tratto montano; il raccordo sul molo foraneo del porto crotonese e sull'area industriale del vecchio porto fu soppresso nel 1953. La linea venne smantellata a metà degli anni cinquanta.
La ferrovia, a binario unico, Crotone-Timpa Grande è stata la più lunga linea ferroviaria italiana esercita con trazione ad accumulatori. Il suo percorso toccava i comuni di Crotone, Scandale, Rocca di Neto, Belvedere Spinello e Caccuri. La ferrovia non esercitò trasporto pubblico di passeggeri eccetto quello degli operai forestali della Sila Grande e del personale addetto alla centrale elettrica di Timpa Grande ma ebbe il compito del trasporto di tutto il materiale necessario per la costruzione delle centrali idroelettriche silane.

## Caratteristiche
La linea era a binario unico con scartamento ridotto di 800 mm. La lunghezza complessiva raggiunta fu di 36,5 km. Inizialmente vennero utilizzate locomotive a vapore e successivamente venne esercita con trazione elettrica a corrente continua. Le locomotive funzionavano sia ad accumulatori a 250 Volt oppure alimentati da linea di contatto a 550 Volt a seconda delle tratte. Le sette locomotive, costruite dal Tecnomasio Italiano Brown Boveri, erano articolate in due sezioni con potenza complessiva di 106 kW. Le ultime quattro unità vennero consegnate nel 1930 alla esercente Società Ferroviaria Val di Neto.